# Cessione di beni ai creditori
In diritto, la cessione di beni ai creditori (cessio bonorum) è il contratto col quale il debitore incarica i suoi creditori o alcuni di essi di alienare tutti o alcuni suoi beni e di ripartirne fra loro il ricavato in soddisfacimento dei loro crediti (art. 1977 cod.civ.).
Appartenente al gruppo dei contratti diretti a dirimere controversie, la cessione dei beni ai creditori ha lo scopo di evitare la procedura esecutiva, spesso lunga e dipendiosa, sostituendola con un modo convenzionale di liquidazione dei beni del debitore insolvente.
È richiesta ad substantiam la forma scritta, perciò in caso contrario il contratto sarà nullo (art. 1978, comma 1 cod.civ.).

## Responsabilità dei contraenti
Ai creditori che hanno aderito alla cessione non è ceduta alcuna proprietà, ma è solo attribuito il potere di vendere i beni del debitore insolvente, che non può più disporre dei beni ceduti (art. 1980 cod.civ.), ma ha diritto di esercitare il controllo sull'operato dei creditori cessionari (art. 1983 cod.civ.) e di ottenere l'eventuale residuo della liquidazione (art. 1982 cod.civ.).
La cessione, salvo patto contrario, s'intende fatta pro solvendo, pertanto il debitore è liberato verso i creditori solo nei limiti di quanto abbiano effettivamente ricevuto e solo dal giorno in cui essi ricevono la parte loro spettante sul ricavato della liquidazione (art. 1984 cod.civ.).
Il debitore può recedere dal contratto offrendo il pagamento del capitale e degli interessi ai creditori cessionari rimborsandoli delle eventuali spese di gestione (art. 1985 cod.civ.).
I creditori invece possono chiedere l'annullamento del contratto, nel caso in cui il debitore, avendo dichiarato di cedere tutti i suoi beni, ha dissimulato, cioè nascosto, parte notevole di essi o ha occultato passività oppure ha simulato passività inesistenti (art. 1986, comma 1 cod.civ.).